# Stazione di Portomaggiore
La stazione di Portomaggiore è una stazione ferroviaria a servizio del comune di Portomaggiore, posto sulla linea Ferrara-Rimini.
È anche capolinea delle linee Bologna–Portomaggiore e Portomaggiore-Dogato, gestite da Ferrovie Emilia Romagna (FER).

## Storia
La stazione venne inaugurata ufficialmente nel 1887.

## Strutture e impianti
La stazione è costituita da un fabbricato viaggiatori con marciapiedi e da un piazzale esterno.
Il piazzale binari è composto da quattro binari per il trasporto passeggeri e due binari tronchi per il deposito dei treni.

## Movimento
La stazione è servita da treni regionali svolti da Trenitalia Tper nell'ambito del contratto di servizio stipulato con la regione Emilia-Romagna.
Il servizio passeggeri in direzione Bologna è costituito dai treni della linea S2B (Bologna Centrale - Portomaggiore) del servizio ferroviario metropolitano di Bologna.
A novembre 2018, la stazione risultava frequentata da un traffico giornaliero medio di circa 1502 persone (675 saliti + 827 discesi).

## Servizi
La stazione è classificata da RFI nella categoria bronze.
La stazione dispone di:
- Biglietteria automatica
- Servizi igienici
- Bar

## Interscambi
- Fermata autobus
- Stazione taxi